# Obviously
Obviously is een nummer van de Britse poprockband McFly uit 2004. Het is de tweede single van hun debuutalbum Room on the 3rd Floor.

## Achtergrondinformatie
"Obviously" gaat over een jongen die verliefd is op een meisje waarvan hij weet dat hij haar nooit kan krijgen. Hij wil dat meisje echt, maar hij weet dat hij nooit goed genoeg voor haar zal zijn. Frontman Tom Fletcher schreef het nummer over zijn ex-vriendin, Giovanna Falcone, van wie hij op dat moment net was gescheiden. Falcone was inmiddels begonnen met daten met een politieagent en Fletcher wist niet of hij ooit weer bij haar terug zou komen. Fletcher en Falcone zouden uiteindelijk toch weer bij elkaar komen en in 2012 trouwen. Voor de tekst werd de politieagent vervangen voor een marinier omdat dat, volgens Fletcher "harder klonk".
Het nummer werd een grote hit in het Verenigd Koninkrijk en bereikte daar de nummer 1-positie. Buiten de Britse eilanden werd de plaat geen hit.

## Tracklijst
- CD1

1. "Obviously"
2. "Get Over You"

- CD2

1. "Obviously"
2. "Help!"
3. "Obviously" (mix)
4. "Interview (Part 1)"
5. "Obviously" (video)

- 7"

1. "Obviously"
2. "Interview (Part 2)"